# Gemenggeng (Bagor)
Gemenggeng is een bestuurslaag in het regentschap Nganjuk van de provincie Oost-Java, Indonesië. Gemenggeng telt 2341 inwoners (volkstelling 2010).